# Danny Shittu
Daniel Olusola "Danny" Shittu (født 2. september 1980 i Lagos, Nigeria) er en nigeriansk tidligere fodboldspiller, der spillede som midterforsvarer. Han spillede hele sin karriere i England, hvor han blandt andet repræsenterede Charlton, Blackpool, Queens Park Rangers, Millwall og Watford.

## Landshold
Shittu nåede desuden 32 kampe for Nigerias landshold, som han debuterede for i år 2000. Han har repræsenteret sit land ved VM i 2010 samt Africa Cup of Nations i både 2008 og 2010.